# Atletismo nos Jogos Pan-Americanos de 2019 - Salto com vara feminino
A competição do salto com vara feminino foi um dos eventos do atletismo nos Jogos Pan-Americanos de 2019, em Lima, no Peru. A prova foi realizada no dia 8 de agosto.

## Calendário
Horário local (UTC-5).
| Data        | Horário | Fase  |
| ----------- | ------- | ----- |
| 8 de agosto | 15:25   | Final |

## Medalhistas
| Ouro   | CUB Yarisley Silva |
| Prata  | USA Katie Nageotte |
| Bronze | CAN Alysha Newman  |

## Recordes
Recordes mundial e pan-americano antes da disputa dos Jogos Pan-Americanos de 2019.
| Tipo                             | Atleta            | Marca  | Local   | Data                 |
| -------------------------------- | ----------------- | ------ | ------- | -------------------- |
|                                  | Yelena Isinbayeva | 5,06 m | Zurique | 28 de agosto de 2009 |
| Recorde dos Jogos Pan-Americanos | Yarisley Silva    | 4,85 m | Toronto | 23 de julho de 2015  |

## Resultado final
Os resultados foram os seguintes:  
| Posição           | Atleta            | Nacionalidade      | 3.95 | 4.10 | 4.25 | 4.35 | 4.45 | 4.55 | 4.65 | 4.70 | 4.75 | 4.80 | Resultado | Notas                |
| ----------------- | ----------------- | ------------------ | ---- | ---- | ---- | ---- | ---- | ---- | ---- | ---- | ---- | ---- | --------- | -------------------- |
| Medalha de ouro   | Yarisley Silva    | CUB Cuba           | –    | –    | o    | xxo  | o    | o    | o    | xx-  | o    | –    | 4.75      | Recorde da temporada |
| Medalha de prata  | Katie Nageotte    | USA Estados Unidos | –    | –    | –    | –    | o    | o    | xo   | xo   | xx-  | x    | 4.70      |                      |
| Medalha de bronze | Alysha Newman     | CAN Canadá         | –    | –    | –    | o    | o    | o    | xxx  | z !  | z !  | z !  | 4.55      |                      |
| 4                 | Olivia Gruver     | USA Estados Unidos | –    | –    | o    | o    | xo   | xo   | xxx  | z !  | z !  | z !  | 4.55      |                      |
| 5                 | Robeilys Peinado  | VEN Venezuela      | –    | –    | –    | xo   | xo   | xo   | xxx  | z !  | z !  | z !  | 4.55      |                      |
| 6                 | Kelsie Ahbe       | CAN Canadá         | –    | –    | xxo  | o    | xxx  | z !  | z !  | z !  | z !  | z !  | 4.35      |                      |
| 7                 | Katherin Castillo | COL Colômbia       | –    | o    | o    | xxx  | z !  | z !  | z !  | z !  | z !  | z !  | 4.25      | Recorde pessoal      |
| 8                 | Juliana Campos    | BRA Brasil         | –    | o    | xxx  | z !  | z !  | z !  | z !  | z !  | z !  | z !  | 4.10      |                      |
| 9                 | Nicole Hein       | PER Peru           | o    | xxx  | z !  | z !  | z !  | z !  | z !  | z !  | z !  | z !  | 3.95      |                      |
| 9                 | Diamara Planell   | PUR Porto Rico     | o    | xxx  | z !  | z !  | z !  | z !  | z !  | z !  | z !  | z !  | 3.95      |                      |
| 11                | Rosaidi Robles    | CUB Cuba           | xxx  | z !  | z !  | z !  | z !  | z !  | z !  | z !  | z !  | z !  | NH        |                      |

Legenda
| Recorde mundial                  | Recorde mundial (World record)               |                       | Recorde africano                      | Recorde africano (African) |                                           | Q | Classificado por posição (Qualified) |
| Recorde dos Jogos Pan-Americanos | Recorde pan-americano (Pan-American record)  | Recorde da América    | Recorde da América (Americas)         | q                          | Classificado por melhor tempo (Qualified) |   |                                      |
| Melhor marca do ano              | Melhor marca do ano (World leading)          | Recorde asiático      | Recorde asiático (Asian)              | DNS                        | Não largou (Did not start)                |   |                                      |
| Recorde nacional                 | Recorde nacional (National record)           | Recorde europeu       | Recorde europeu (European)            | DNF                        | Não terminou (Did not finish)             |   |                                      |
| Recorde pessoal                  | Recorde pessoal do atleta (Personal best)    | Recorde da Oceania    | Recorde da Oceania (Oceania)          | DSQ / DQ                   | Desclassificado (Disqualified)            |   |                                      |
| Recorde da temporada             | Recorde da temporada do atleta (Season best) | Recorde sul-americano | Recorde sul-americano (South America) | NM                         | Sem marca (No mark)                       |   |                                      |